# La Dernière Cigarette
La Dernière Cigarette est une bande dessinée française écrite par Alex Nikolavitch, dessinée par  Marc Botta et mise en couleurs par Pierre-Yves Marteau-Saladien. Coédition de La Cafetière et Vertige Graphic, elle a été publiée en 2004.

## Synopsis
Cette bande dessinée se déroule en novembre 1943 à Kiev pendant et après la reprise de la ville par l'Armée rouge. Au plus fort de la bataille, l'officier allemand Derscheid et le commissaire politique soviétique Tchektariov, réunis par hasard dans une cave où chacun fuyait la violence des combats, échangent une cigarette et devisent sur la guerre, avant de se séparer. À l'issue de la bataille, Derscheid est capturé et condamné à mort ; Tchektariov ne peut le sauver.

### Documentation
- Charles Baron, « Nicolavitch (texte) et Botta (dessins), La Dernière Cigarette, Paris, éditions de La Cafetière », sur Revue d'histoire de la Shoah, février 2005.
- Didier Pasamonik, « La dernière Cigarette », sur Actua BD, 15 janvier 2005.
- D. Wesel, « La dernière Cigarette », sur BD Gest, 11 avril 2005.